# جيريمياه مورتون
جيريمياه مورتون (بالإنجليزية: Jeremiah Morton)‏ هو محامي وسياسي أمريكي، ولد في 3 سبتمبر 1799 في فريدريكسبيورغ في الولايات المتحدة، وتوفي في 28 نوفمبر 1878 في مقاطعة أورانج في الولايات المتحدة. حزبياً، نشط في حزب اليمين. وقد انتخب عضو مجلس نواب الولايات المتحدة عن ولاية فرجينيا وانتخب عضو مجلس النواب الأمريكي.